# シマカノコガイ
シマカノコガイ（Vittina turrita）アマオブネガイ科に属する巻貝の一種で、熱帯のマングローブ林の汽水域に生息し、貝殻に縞模様がある。「シマカノコ」と呼ばれる。

## 外観
殻高約2cmの半卵形の貝殻で、黒と黄色の縞模様がある。蓋は石灰質でやや厚い。左右の触角のつけねに眼があり、丸い口を開いて摂餌する。

## 生態
熱帯のマングローブ林の汽水域に生息し、成長すると水流がある淡水域を好んで生息域とする傾向がある。複雑な構造の歯舌で藻類を削り取って食べる。雌雄は交尾し、産卵約2週間後に内部がトロコフォア状となり動く。約3週間後にベリジャー幼生が孵化する。幼生は海中水深約300mまで降下すると推定される。その後ふたたび汽水域に戻り成貝となる。

## 分布
奄美群島以南の西太平洋

## 人との関係
水槽の藻を削り取って食べてくれるのでタンクメイトとして販売され利用される。塩分濃度を調整すれば養殖できる可能性が示唆されている。類縁の種には貝殻の模様の変異が多い。外観が似たVittina natalensis(アフリカの淡水に生息)やVitta zebra(南米北部の淡水)など他種と混同されやすい。

## 系統発生
シマカノコガイにつながるアマオブネガイ科の系統分岐図の一部を一例として示す。
アマオブネガイ属から分岐したのち分化が進んだ末端のイシマキガイ属Clithonのクレード内に位置することが示唆されている。
|  |  |  |